# 방해석

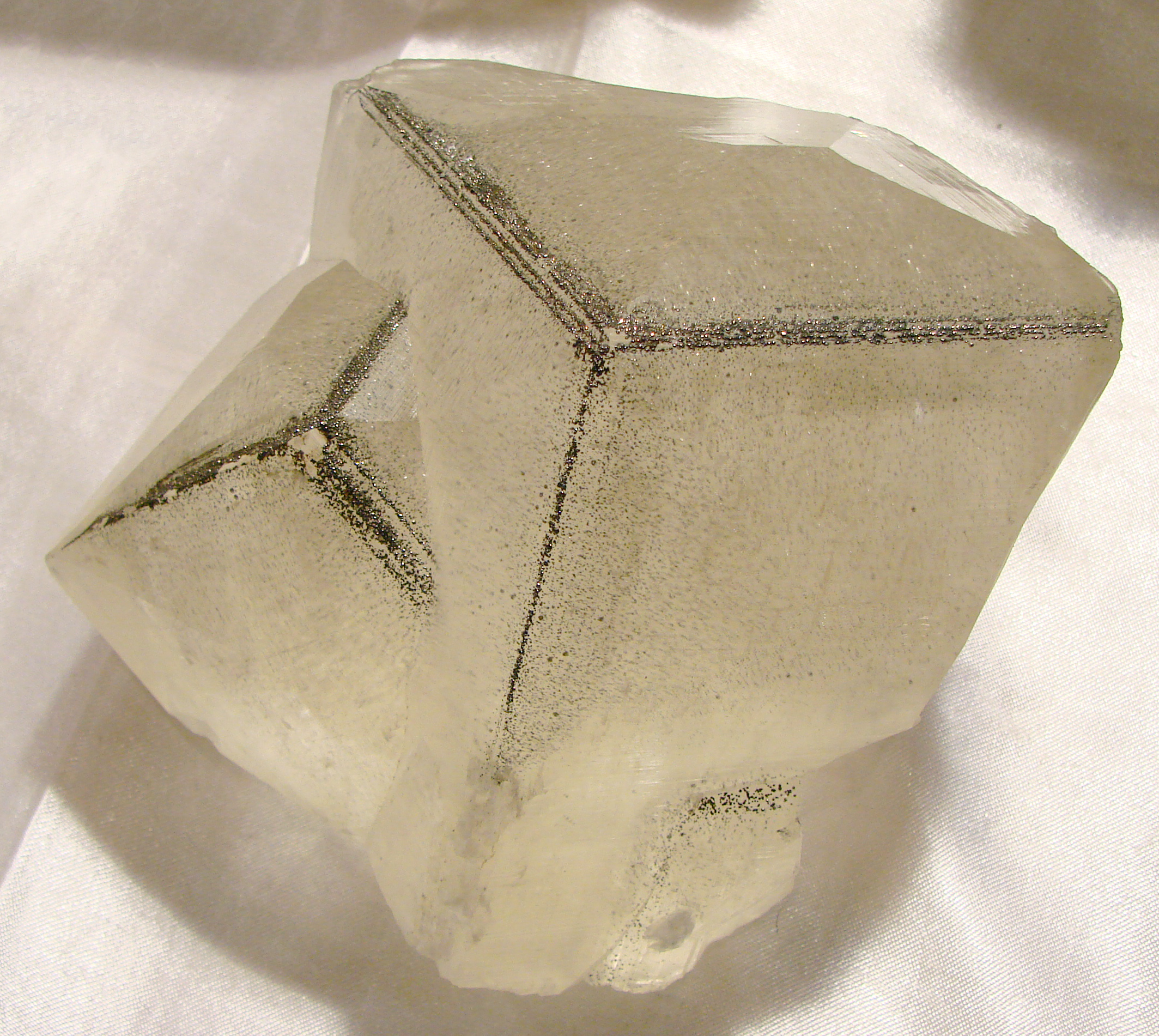

방해석(方解石, 영어: Calcite)은 탄산염 광물의 일종으로 탄산칼슘(CaCO3)의 가장 안정적인 동질이상이다. 다른 동질이상은 아라고나이트와 바테라이트(vaterite)가 있다. 아라고나이트는 300 °C 이상에서 방해석으로 바뀌며, 바테라이트는 덜 안정하다. 모스 굳기계로는 굳기 3의 표본 암석이다.

## 개요
방해석은 퇴적암, 변성암에 널리 분포한다. 방해석은 직사각형이 비스듬하게 누워 있는 모양이 많다. 각이 진 것도 많다. 조암광물이다.
석회암은 미정질 방해석이 주성분이며, 대리암은 석회암이 변성작용을 받아 생긴 것이다.
결정이 잘 발달한 방해석에서는 육안으로 복굴절을 관찰할 수 있다.

## 같이 보기
- 광물 목록
- 해양 산성화